# Chromatomyia lindbergi
Chromatomyia lindbergi är en tvåvingeart som beskrevs av Spencer 1957. Chromatomyia lindbergi ingår i släktet Chromatomyia och familjen minerarflugor.
Artens utbredningsområde är Kanarieöarna. Inga underarter finns listade i Catalogue of Life.